# Nasif Estéfano
Nasif Moisés Estéfano (* 18. November 1932 in Concepción; † 21. Oktober 1973 in Aimogasta) war ein argentinischer Autorennfahrer.

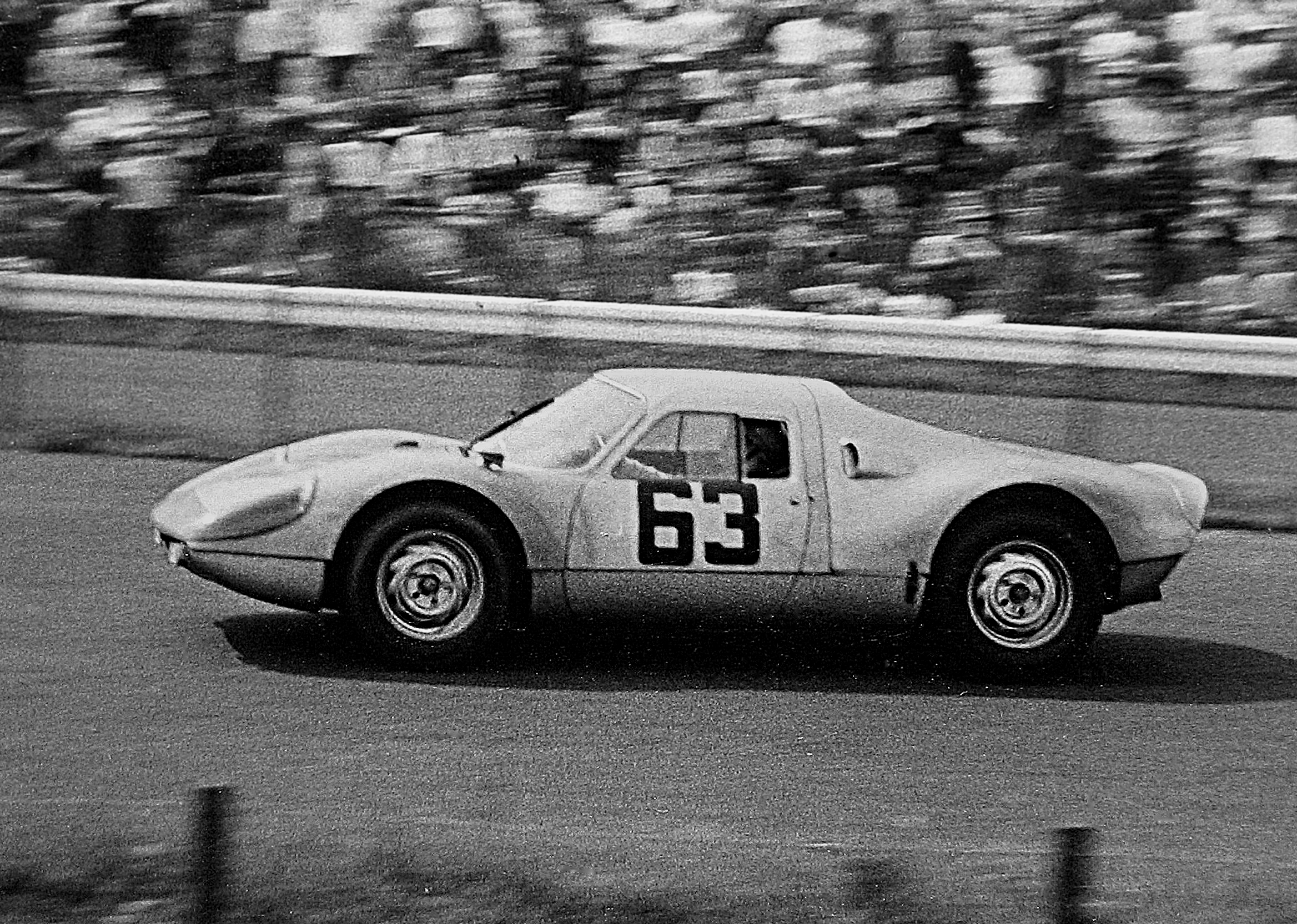
Porsche 904 von Vianini und Estefano beim 1000-km-Rennen 1964 auf dem Nürburgring

## Karriere
Nasif Estéfano kam 1962 nach Europa, um für die Scuderia De Tomaso beim Großen Preis von Italien an den Start zu gehen. In der Automobilweltmeisterschaft hatte er schon zwei Jahre zuvor beim Großen Preis von Argentinien 1960 auf einem Maserati 250F debütiert. Seinen ersten Grand Prix konnte er als 14. beenden, 1962 in Monza verpasste er dagegen die Qualifikation. Bevor er nach Südamerika zurückkehrte, wurde er 1964 gemeinsam mit Andrea Vianini Fünfter bei den 12 Stunden von Reims. Sein Fahrzeug war ein Porsche 904 GTS. Beim 1000-km-Rennen auf dem Nürburgring belegte das Duo Platz zehn.
Nach seiner Rückkehr wurde er 1965 und 1966 argentinischer Formel-3-Meister. 1973 verunglückte er bei einem Langstreckenrennen in seiner Heimat tödlich.

## Statistik

### Statistik in der Formel 1

#### Gesamtübersicht
| Saison | Team           | Chassis       | Motor           | Rennen | Siege | Zweiter | Dritter | Poles | schn. Rennrunden | Punkte | WM-Pos. |
| ------ | -------------- | ------------- | --------------- | ------ | ----- | ------- | ------- | ----- | ---------------- | ------ | ------- |
| 1960   | Nasif Estefano | Maserati 250F | Maserati 2.5 L6 | 1      | −     | −       | −       | −     | −                | −      | NC      |
| Gesamt | Gesamt         | Gesamt        | Gesamt          | 1      | −     | −       | −       | −     | −                | −      |         |

#### Einzelergebnisse
| Saison | 1 | 2 | 3 | 4 | 5 | 6   | 7 | 8 | 9 | 10 |
| ------ | - | - | - | - | - | --- | - | - | - | -- |
| 1960   |   |   |   |   |   |     |   |   |   |    |
| 14     |   |   |   |   |   |     |   |   |   |    |
| 1962   |   |   |   |   |   |     |   |   |   |    |
|        |   |   |   |   |   | DNQ |   |   |   |    |

| Legende  | Legende            | Legende                                                          |
| Farbe    | Abkürzung          | Bedeutung                                                        |
| -------- | ------------------ | ---------------------------------------------------------------- |
| Gold     | –                  | Sieg                                                             |
| Silber   | –                  | 2. Platz                                                         |
| Bronze   | –                  | 3. Platz                                                         |
| Grün     | –                  | Platzierung in den Punkten                                       |
| Blau     | –                  | Klassifiziert außerhalb der Punkteränge                          |
| Violett  | DNF                | Rennen nicht beendet (did not finish)                            |
| Violett  | NC                 | nicht klassifiziert (not classified)                             |
| Rot      | DNQ                | nicht qualifiziert (did not qualify)                             |
| Rot      | DNPQ               | in Vorqualifikation gescheitert (did not pre-qualify)            |
| Schwarz  | DSQ                | disqualifiziert (disqualified)                                   |
| Weiß     | DNS                | nicht am Start (did not start)                                   |
| Weiß     | WD                 | zurückgezogen (withdrawn)                                        |
| Hellblau | PO                 | nur am Training teilgenommen (practiced only)                    |
| Hellblau | TD                 | Freitags-Testfahrer (test driver)                                |
| ohne     | DNP                | nicht am Training teilgenommen (did not practice)                |
| ohne     | INJ                | verletzt oder krank (injured)                                    |
| ohne     | EX                 | ausgeschlossen (excluded)                                        |
| ohne     | DNA                | nicht erschienen (did not arrive)                                |
| ohne     | C                  | Rennen abgesagt (cancelled)                                      |
| ohne     | keine WM-Teilnahme |                                                                  |
| sonstige | P/fett             | Pole-Position                                                    |
| sonstige | 1/2/3/4/5/6/7/8    | Punktplatzierung im Sprint-/Qualifikationsrennen                 |
| sonstige | SR/kursiv          | Schnellste Rennrunde                                             |
| sonstige | *                  | nicht im Ziel, aufgrund der zurückgelegten Distanz aber gewertet |
| sonstige | ()                 | Streichresultate                                                 |
| sonstige | unterstrichen      | Führender in der Gesamtwertung                                   |

### Einzelergebnisse in der Sportwagen-Weltmeisterschaft
| Saison | Team             | Rennwagen   | 1   | 2   | 3   | 4   | 5   | 6   | 7   | 8   | 9   | 10  | 11  | 12  | 13  | 14  | 15  | 16  | 17  | 18  | 19  | 20  |
| ------ | ---------------- | ----------- | --- | --- | --- | --- | --- | --- | --- | --- | --- | --- | --- | --- | --- | --- | --- | --- | --- | --- | --- | --- |
| 1964   | Andrea Vianini   | Porsche 904 | DAY | SEB | TAR | MON | SPA | CON | NÜR | ROS | LEM | REI | FRE | CCE | RTT | SIM | NÜR | MON | TDF | BRI | BRI | PAR |
| 1964   | Andrea Vianini   | Porsche 904 |     |     |     |     |     |     | 10  |     |     | 5   |     |     |     |     |     |     |     |     |     |     |
| 1971   | Ecurie Evergreen | Lola T210   | BUA | DAY | SEB | BRH | MON | SPA | TAR | NÜR | LEM | ZEL | WAT |     |     |     |     |     |     |     |     |     |
| 1971   | Ecurie Evergreen | Lola T210   | DNF |     |     |     |     |     |     |     |     |     |     |     |     |     |     |     |     |     |     |     |